# Paratriarius vespertina
Paratriarius vespertina es una especie de insecto coleóptero de la familia Chrysomelidae.
Fue descrita científicamente en Baly (1859).